# Nationaal Park Merenplateau van Smolensk
Nationaal Park Merenplateau van Smolensk of Nationaal Park Smolenskoje Poözerje (Russisch: Национальный парк Смоленское Поозерье) is een nationaal park gelegen in de oblast Smolensk in het westen van Europees Rusland. De oprichting vond plaats op 15 april 1992 per decreet (№ 247/1992) van de regering van de Russische Federatie en heeft een oppervlakte van 1.462,37 km². Ook werd er een bufferzone van 75 km² ingesteld. Op 16 december 2002 besloot het Internationaal Coördinerend Comité van UNESCO het nationaal park toe te voegen aan haar Mens- en Biosfeerprogramma (MAB). Hiermee verkreeg het Merenplateau van Smolensk de status van "biosfeerreservaat".

## Kenmerken
Nationaal Park Merenplateau van Smolensk ligt in het stroomgebied van de Westelijke Dvina en vertoont qua terrein nog veel elementen die doen herinneren aan glaciale processen. Zo zijn er meerdere stuwwallen, glaciale bekkens en 35 zoetwatermeren in het gebied. Andere biotopen die men hier kan aantreffen zijn oude naald- en loofbossen, hoogvenen en riviervlakten. In 2001 woonden er circa 5.700 mensen binnen het territorium van het nationaal park. De belangrijkste economische activiteiten zijn de veeteelt, het onderhouden van groentetuinen en het verbouwen van granen en aardappels.

## Flora en fauna
Nationaal Park Merenplateau van Smolensk wordt voor ongeveer 74% bedekt door bossen. Belangrijke bosvormende soorten zijn hier de grove den (Pinus sylvestris), fijnspar (Picea abies), esp (Populus tremula), ruwe berk (Betula pendula), zachte berk (Betula pubescens), zomereik (Quercus robur) en winterlinde (Tilia cordata). Diersoorten die er voorkomen zijn soorten als wolf (Canis lupus), bruine beer (Ursus arctos), eland (Alces alces) en fluiter (Phylloscopus sibilatrix). Birdlife International heeft het Merenplateau van Smolensk aangemerkt als Important Bird Area (IBA) en is vooral belangrijk voor zeldzame broedvogels als kwartelkoning (Crex crex) en bastaardarend (Clanga clanga).
- Gemeinsame Normdatei: 7657852-5